# Alain Paraillous
Alain Paraillous est un écrivain français né à Saint-Pierre-de-Buzet (Lot-et-Garonne), le 5 janvier 1947.

## Biographie
Alain Paraillous est né en Lot-et-Garonne, en 1947, dans la maison même qu'il habite aujourd'hui, et où tous ses aïeux sont nés avant lui. Issu d'une longue lignée de gens de la terre, il reste attaché à un monde paysan qu'il a connu dans son enfance. Écolier jusqu'à l'âge de dix ans dans la petite école communale de son village, sur les coteaux de Saint-Pierre-de-Buzet, il a vécu, parmi ses camarades de classe, une enfance paysanne comparable à celles d'Alain-Fournier ou de Louis Pergaud. Le pensionnat à Saint-Caprais à Agen, dès son entrée en 6e, a sonné le glas de cette époque d'insouciance et lui a fait rudement sentir la privation de tout ce qui avait été sa vie jusque-là.
Dès lors, il s'est mis à considérer l'univers rural de son enfance comme une sorte de paradis perdu, qu'il a voulu, plus tard, évoquer dans ses livres, en particulier Le Chemin des cablacères et Les Collines de la Canteloube. Mais dès l'époque de ses études secondaires, il commença d'écrire cette nostalgie dans des poèmes que couronna le Jasmin d'argent (1963, 1964). Devenu professeur de lettres, il a exercé presque toute sa carrière au lycée d'Aiguillon, à deux lieues de son village qu'il n'a jamais pu se résoudre à quitter, partageant son temps entre la classe et les vignes familiales.
A l'aube de la cinquantaine, profondément ému par la désertification des campagnes, il a voulu laisser la trace de cette civilisation paysanne en voie de disparition, en écrivant un hymne au monde rural, Le Chemin des Cablacères (éditions Aubéron, 1998). Il a repris ce thème, de façon plus légère et par certains aspects délibérément humoristique, dans Les Collines de la Canteloube (Aubéron 2002, puis Pocket N°11489 - 2005), puis dans Trousse-Peilhot (2009). L'année suivante, il publie, aux Editions Sud Ouest, Le Duc d'Aiguillon, ministre de Louis XV, une biographie du duc d'Aiguillon, hommage à ce ministre de Louis XV qui avait fait édifier le château, devenu l'actuel lycée Stendhal.
S'il s'est également orienté vers le roman (Les Peupliers du désert, 2001 ; La Terre blessée, 2010), voire le roman historique (Les Ombres du canal, 2003 ; Prends la lune baya, 2005 ; Demain viendra l'aurore, De Borée 2008, puis Terre de Poche 2014 ; Le Bois des serments, De Borée, 2014), son camp n'a jamais cessé d'être celui de la terre.
Son Dictionnaire drolatique du parler gascon, première parution en 2004, témoigne de ce mélange de sérieux et d'humour qui lui est cher, tout comme Le Bonheur n'est plus dans la classe (illustration de couverture de Georges Wolinski, ouvrage également paru en 2004), qui est une satire des pédagogies délirantes.
L'Encre et la sève, roman qui a pour toile de fond la grande crise viticole de 1906, avec la révolte des vignerons du Midi, lui a valu le 1er Grand prix de la ville de Toulouse en 2010.
En 1996, il a créé le Musée de l'école rurale d'autrefois dans l'ancienne école de Saint-Pierre-de-Buzet. Adjoint à la culture du maire d'Aiguillon de 1995 à 2008 (parmi les réalisations : la Médiathèque du Confluent, grâce à laquelle a été sauvé de la ruine un ancien bâtiment médiéval d'Aiguillon) puis Conseiller général du canton de Port-Sainte-Marie de 2008 à 2015, il n'en continue pas moins à célébrer par ses écrits divers aspects de la ruralité (Le Vie religieuse des campagnes d'autrefois, 2013).
En 2013 et 2014, il contribue, pour l'éditeur lyonnais Amaterra, à la collection « Les grands textes à hauteur d’enfant » (Cosette, Gavroche, Rémi, Fadette, Olivier, Robinson).
En 2015, le prix ARDUA (Prix de la ville de Bordeaux dans la catégorie « auteurs régionalistes ») lui a été décerné pour l'ensemble de son œuvre.
Passion de la terre, passion du terroir et de son histoire : ces passions intimement mêlées l'ont conduit à explorer l'histoire locale, comme en témoignent de nombreux articles parus dans La Revue de l'Agenais et dans diverses publications.
Par ailleurs, la rencontre en 2004 d'un ancien camarade de classe, Jean Périssé, réalisateur de cinéma et de télévision, l'a entraîné à la co-écriture du scénario du film L'Occitanienne, le dernier amour de Chateaubriand (sorti en 2008), avec Bernard Le Coq dans le rôle de Chateaubriand.

## Publications

### Ouvrages
- 1998 : Le Chemin des Cablacères[1], Aubéron •  (ISBN 978-2-90865-084-6)
- 2001 : Les Peupliers du désert, Aubéron •  (ISBN 978-2-84498-002-1)
- 2002 : Les Collines de la Canteloube, Aubéron •  (ISBN 978-2-84498-017-5) - Réédition : 2005 : Pocket 11489
- 2003 : Les Ombres du canal, Aubéron •  (ISBN 978-2-84498-047-2)
- 2004 : Le Bonheur n'est plus dans la classe, Aubéron •  (ISBN 978-2844980649)
- 2004 : Dictionnaire drolatique du parler gascon, Aubéron •  (ISBN 978-2-84498-149-3)
- 2005 : Prends la lune, baya !, Aubéron -  (ISBN 978-2-84498-079-3)
- 2008 : Demain Viendra l'aurore, De Borée -  (ISBN 9782812911286), 2014 : Terre de poche -  (ISBN 978-2812911286)
- 2009 : Trousse-Peilhot, Aubéron -  (ISBN 978-2844981417)
- 2010 : L'Encre et la Sève, Aubéron -  (ISBN 978-2-84498-102-8)
- 2010 : La terre blessée, Éditions Atlantica  -  (ISBN 978-2758804161)
- 2010 : Le Duc d'Aiguillon, ministre de Louis XV, Editions Sud Ouest -  (ISBN 978-2817700052)
- 2011 : Ma Gascogne gourmande, Anthema/Aubéron -  (ISBN 979-1090445079)
- 2012 : Le Vie religieuse des campagnes d'autrefois, Editions Sud Ouest -  (ISBN 978-2817702322)
- 2013 : L'école autrefois, Editions Sud Ouest -  (ISBN 978-2-8177-0307-7)
- 2014 : Le Bois des serments, éditions De Borée
- 2015 : L'Histoire de France racontée aux enfants... et à leurs parents, éditions Sud Ouest
- 2016 : Les Fleurs de pierre, éditions De Borée
- 2017 : Les Diables de la sablière, éditions De Borée
- 2018 : Anthologie polissonne, éditions De Borée
- 2018 : La Vallée des Joncières, éditions De Borée
- 2019 : La Rumeur du fleuve, éditions De Borée
- 2020 : Anouchka des Landes, éditions De Borée
- 2020 : La Vie d'autrefois racontée par les anciens livres d'école, éditions Geste
- 2021 : La Vigne et la rose, éditions De Borée
- 2021 : Réjouis-toi Jérusalem, éditions Ramsay
- 2022 : Aux Souffles de l'autan, éditions De Borée
- 2022 : Petits secrets et grande histoire du Lot-et-Garonne, éditions Sud-Ouest
- 2022 : Le Carrefour des vents mêlés, éditions Ramsay •  (ISBN 978-2-81220-363-3)
- 2023 : Scandaleuse Hortense - L'incroyable vie de la duchesse de Mazarin, éditions Ramsay •  (ISBN 978-2-81220-455-5)

Dans collection « Les grands textes à hauteur d’enfant »
- 2013 : Cosette, d'après Les Misérables de Victor Hugo, Editions Amaterra -  (ISBN 2368560076)
- 2013 : Gavroche, d'après Les Misérables de Victor Hugo, Editions Amaterra -  (ISBN 2368560084)
- 2013 : Rémi, d'après Rémi sans famille d’Hector Malot, Editions Amaterra -  (ISBN 2368560092)
- 2013 : Fadette, d'après La Petite Fadette de George Sand, Editions Amaterra -  (ISBN 2368560106)
- 2013 : Olivier, d'après Oliver Twist de Charles Dickens, Editions Amaterra -  (ISBN 2368560467)
- 2014 : Robinson, d'après Robinson Crusoé de Daniel Defoe, Editions Amaterra -  (ISBN 2368560459)

### Préfaces
- 2008 : Jean-François Bladé, Contes populaires de la Gascogne,  Aubéron - Nouvelle édition en 2024 •  (ISBN 978-2-84498-186-8)

## Récompenses et distinctions

### Prix littéraires
- 2010 : Grand prix de la ville de Toulouse pour L'Encre et la sève.
- 2015 : Prix ARDUA (Prix de la ville de Bordeaux dans la catégorie « auteurs régionalistes ») pour l'ensemble de son œuvre.